# ハウステンボス (列車)
ハウステンボス (HUIS TEN BOSCH) は、九州旅客鉄道（JR九州）が博多駅 - ハウステンボス駅間を鹿児島本線・長崎本線・佐世保線・大村線経由で運行する特急列車である。
本項では、かつて「みどり」に連絡する形で運行された普通「ハウステンボスリレー号」、かつて門司港駅 - 佐世保駅間を鹿児島本線・長崎本線・佐世保線経由で運行していた臨時特急「オランダ村特急」（オランダむらとっきゅう）についても記述する。

## 概要
特急「ハウステンボス」は。長崎県佐世保市針尾島に所在するテーマパークであるハウステンボスの開業に合わせ、アクセス列車として1992年3月25日に運転を開始した。運転開始に先立つ同年3月10日にハウステンボスの最寄り駅としてハウステンボス駅が開設され、同時に「ハウステンボス」を運行する目的で早岐駅 - ハウステンボス駅間の1区間のみ電化された。大村線に乗り入れる優等列車としては初の特急列車である。
運行開始以来、ごく一部の臨時列車を除いて、博多駅 - 早岐駅間は佐世保駅発着の特急「みどり」に併結して運転されている。2011年3月11日までは、一部列車は博多駅 - 肥前山口駅（現：江北駅）間で「かもめ」とも併結し、3列車による運転を行っていた（いわゆる多層建て列車）。

## 運行概況
2025年3月15日時点の定期列車は5往復（下り11・15・19・27・31号、上り24・28・32・40・44号）で、春・夏・冬休み期間や3連休などの特定日には臨時列車2往復（下り35・39号、上り48・52号）が増発される。いずれの列車も「みどり」への併結運転で、単独運転の早岐駅 - ハウステンボス駅間はワンマン運転が導入されている。号数は併結する「みどり」に合わせられている。列車番号は、定期列車は号数+6000H、臨時列車は号数+8000Hであるが、アルファベットのHは「HUIS TEN BOSCH」の頭文字を意味している。
「ハウステンボス」の定期列車は武雄温泉駅で新幹線「かもめ」と接続することはないが、臨時列車の48・52号は接続するため、この2本に限り列車名を「ハウステンボス（リレーかもめ）」として運行する。
なお、ハウステンボスでカウントダウンイベントや花火大会などの大規模なイベントが行われる際には全区間単独運転の臨時列車が増発されることがあり、この場合は早岐駅 - ハウステンボス駅間も車掌が乗務する。そのうち、毎年1月1日未明に運転されるカウントダウンイベント向けの臨時列車はかつて「ハウステンボスカウントダウン号」の列車名で運転されていたが、2019年からは単に「ハウステンボス」として運転されている。

### ハウステンボスリレー号
2017年11月30日まで臨時列車の非運行日に、臨時列車2往復（当時の下り7・11号、上り16・18号）の早岐駅 - ハウステンボス駅間のダイヤを用いて、同区間にシャトル列車「ハウステンボスリレー号」が運行されており、早岐駅で「みどり」と接続していた。車両は「みどり7・16号」に接続する列車はキハ66・67系気動車、「みどり11・18号」に接続する列車は783系電車が充当されていた。

### 停車駅
博多駅 - 二日市駅 - 鳥栖駅 - 新鳥栖駅 -（吉野ケ里公園駅）- 佐賀駅 - 江北駅 - 武雄温泉駅 - 有田駅 - 早岐駅 - ハウステンボス駅
- 吉野ケ里公園駅は15・40号のみ停車。
- このほか、以下の駅に臨時停車する。
  - 神埼駅：九年庵一般公開期間中に、一部列車が停車する。
  - バルーンさが駅：佐賀インターナショナルバルーンフェスタ期間中に、一部の下り列車が停車する。
  - 上有田駅：有田陶器市期間中に、一部列車が停車する。

### 使用車両・編成
南福岡車両区に所属する783系電車4両編成（専用色）が充当されている。全車両が中央の乗降口を境にハウステンボス方のA室と博多方のB室に分かれており、駅や車内でもそのように案内されている。なお2017年より当列車用編成のリニューアルが実施された。
1992年3月の運転開始時点では485系電車の3両編成で運行していたが、1994年3月より4両編成が所定となり（7 - 10号車、ただし1995年4月19日までは従来の3両編成で運行することもあった）、同時に外装がそれまでの赤一色から、赤・青・黄・緑の四色を用いたブロックパターンに改められた。485系では1993年から1994年にかけての一部列車を除いて、グリーン車は連結されなかった。
2000年3月11日に全列車783系での運行となり、同時に全列車にグリーン車が連結された。また博多方先頭車（当時の10号車）のクハ783系100番台には貫通路が設けられ、それまでは不可能だった「みどり」との併結時の両編成の行き来が可能になった。2011年3月12日からは「かもめ」との併結終了により号車番号がそれまでの7 - 10号車から1 - 4号車に変更されている。
なお、783系に車種変更した当初は「みどり」「ハウステンボス」ともに下り方先頭車のA室がグリーン車で、普通車は指定席1.5両、自由席2両の編成であったが、「みどり」は2025年時点でも同様の割合であるのに対し、「ハウステンボス」の普通車は2007年3月に指定席2両・自由席1.5両、さらに2025年3月には指定席2.5両・自由席1両に変更されている。
かつて、上り列車の佐賀駅→博多駅間では、1号車B室を除く普通車指定席の空席に自由席特急券で乗車可能となる特例が設けられていたが、2018年3月改正で廃止された。
この他に、臨時列車として所定の車両以外を使用する場合がある。2000年10月から11月にかけて、当時の81・82号が787系4両編成で運行された。また、1995年と1996年に、「ハウステンボスジェイアール全日空ホテル」の開業、および開業1周年を記念して、81・82号に「ソニック」（当時は「ソニックにちりん」）用の883系電車が充当されたこともある。なお、883系が「ソニックにちりん」→「ソニック」以外の列車に用いられたのは、ダイヤ改正の前に短期間「にちりん」に充当されたのを除けば、2008年3月14日のダイヤ改正まで他に例がなかった。

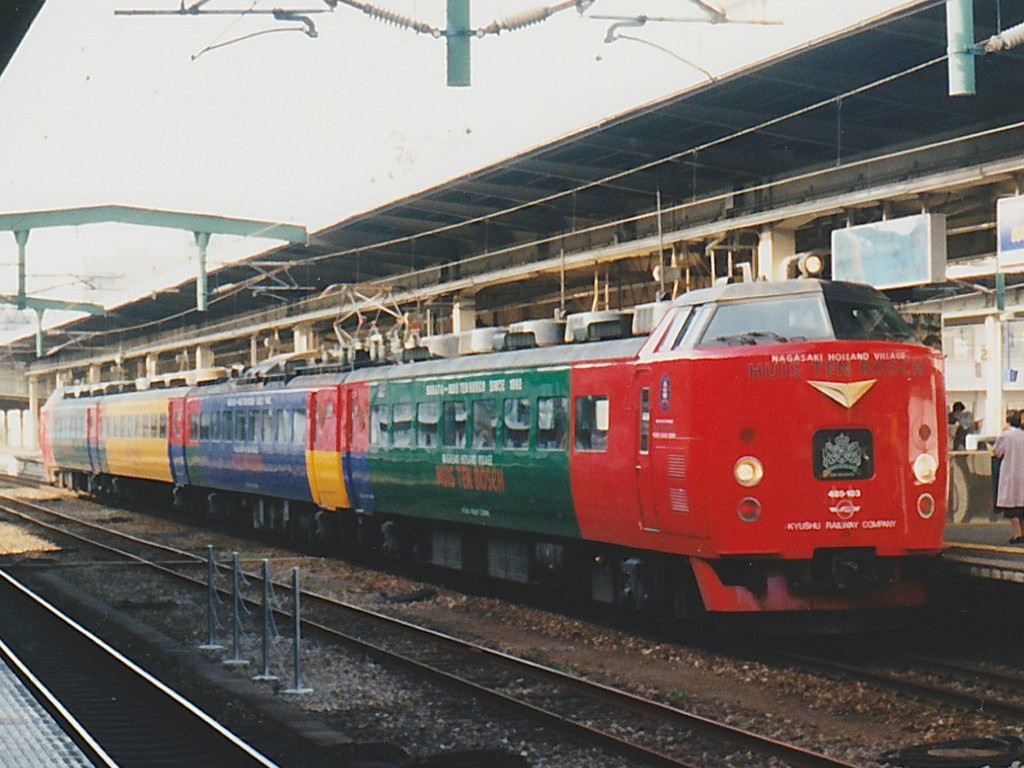
485系塗装変更車による「ハウステンボス」
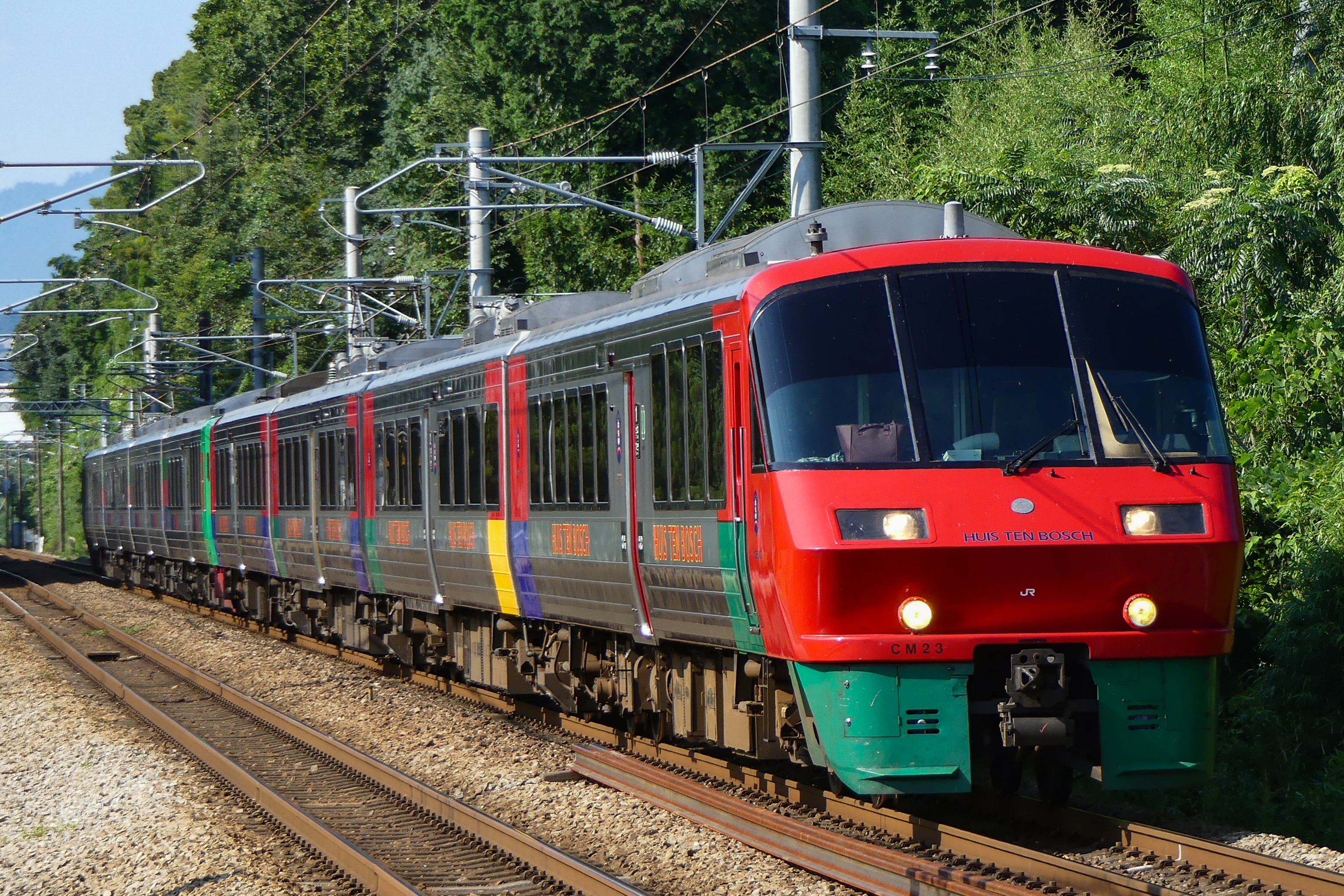
783系初代専用塗装車

## オランダ村特急

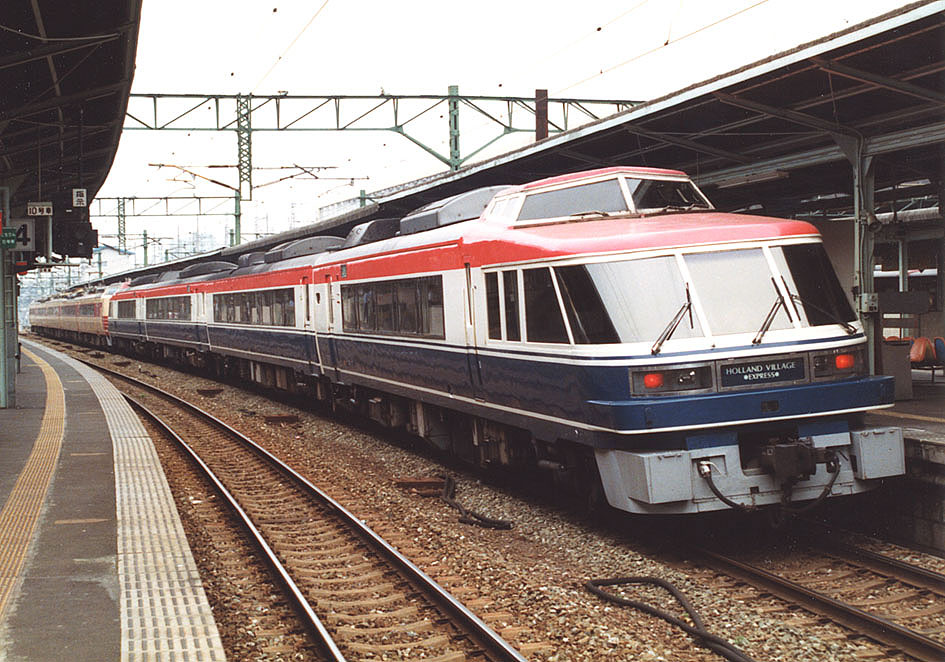
協調運転する「オランダ村特急」と「有明」

特急「オランダ村特急」（オランダむらとっきゅう、HOLLAND VILLAGE EXPRESS）は、長崎県西彼杵郡西彼町（現・西海市）に所在する長崎オランダ村（2001年閉園）への観光誘致のため、1988年3月20日に小倉駅 - 佐世保駅間で運行を開始した。週末や長期休暇期間中に運行される臨時列車として運行されていた。
1989年3月11日には門司港駅発着に延長されたが、同年4月29日の運転分から下り列車に関しては、485系で運転されていた西鹿児島駅（現在の鹿児島中央駅）行きの特急「有明11号」と博多駅まで併結運転となった。これは鉄道総研でキハ30 15とクモニ83形を使用した試験を経て実用化したもので、電車と気動車の併結自体はすでに「雷鳥」と「ゆぅトピア和倉」でなされていたが、「ゆぅトピア和倉」は「雷鳥」との併結時は無動力であったため、電車と気動車の動力協調運転は世界初の事例であった。1990年3月からは併結区間が鳥栖駅までに変更されている。
好評を博したことから1988年の夏季には、本来「オランダ村特急」の車両が運用されない時間を利用して、博多駅 - 佐世保駅間に「臨時オランダ村特急」として1往復追加運行されたこともある（下り「オランダ村特急」→上り「臨時オランダ村特急」→下り「臨時オランダ村特急」→上り「オランダ村特急」の順番で運行）。
1992年3月にハウステンボスが開園されたのに伴い、特急「ハウステンボス」と入れ替わる形で運転を終了した。なお、運転終了まで併結相手の「有明」の号数には変更はなかった。

### 停車駅
門司港駅 - 門司駅 - 小倉駅 - 戸畑駅 - 黒崎駅 - 折尾駅 - 香椎駅 - 博多駅 - 鳥栖駅 - 佐賀駅 - 武雄温泉駅 - 早岐駅 - 佐世保駅
- 「みどり」が当時から全列車停車していた肥前山口駅と有田駅は通過していた。
- 臨時駅のバルーンさが駅には停車したことがない。

### 使用車両・編成
キハ183系気動車1000番台が使用されていた。当初は3両編成で運行されていたが、「有明」との併結運転開始に合わせて4両編成に増結された。先頭車の車端部は1階はガラス張りの展望車とし、運転席は2階に設けられた。外装は赤・青・白を用いたトリコロール調であった。
「有明」との併結運転時には、当初は右の編成表のとおり「オランダ村特急」の佐世保・門司港方に「有明」を連結していた。これはこの時点では協調制御が「オランダ村特急」側からのみ出来る暫定システムで「オランダ村特急」を前方に連結する必要があったためであるが、後に485系側からも協調制御が出来るシステムになり、「オランダ村特急」の早岐方に「有明」を連結するようになった。
なお、「オランダ村特急」の運転区間は全線電化区間にもかかわらず気動車が用いられたが、これはキハ183系1000番台が「オランダ村特急」運転日以外も長崎オランダ村のPR車両として九州各地を運行する目的があったためである。
「オランダ村特急」の運行終了後、1000番台は改造の上で「ゆふいんの森」（通称：ゆふいんの森II世）に転用されたが、キハ72系気動車の新製に伴い「ゆふいんの森」からは撤退。外装をかつてのトリコロール調に戻すなどの再改造の上で1999年3月に佐世保駅 - 長崎駅間の特急「シーボルト」として長崎地区に復帰したが、「シーボルト」は利用不振で2003年3月に廃止された後に再々改造され、2004年3月から2011年1月まで「ゆふDX」として再度久大本線で運用（運用途中に外観の塗色変更あり）、さらに2011年6月4日からは4度目の改造を受けて「あそぼーい!」として豊肥本線で運用されている。
なお2016年10月から12月まで、長崎デスティネーションキャンペーンに伴い、博多駅 - ハウステンボス駅間に臨時特急「あそぼーい!81・82号」が運行され、長崎側の発着駅は佐世保駅からハウステンボス駅に変わったが、「オランダ村特急」とほぼ同じルートで運行された。なお「あそぼーい!81・82号」は「オランダ村特急」時代には通過していた肥前山口駅と有田駅のほか、「オランダ村特急」の廃止後に開業した新鳥栖駅にも停車している。

## 沿革

### 民営化後の運行展開
- 1988年（昭和63年）3月20日：小倉駅 - 佐世保駅間を鹿児島本線・長崎本線・佐世保線経由で運行する臨時特急「オランダ村特急」運転開始。
- 1989年（平成元年）
  - 3月11日：「オランダ村特急」を門司港駅発着に変更。
  - 4月29日：「オランダ村特急」の下り列車について、485系の特急「有明」と博多駅まで併結運転開始[4]。
- 1990年（平成2年）3月：下り列車の「有明」との分割駅を鳥栖駅に変更。

- 1992年（平成4年）3月25日：ハウステンボス開園とともに「オランダ村特急」に代わり、博多駅 - ハウステンボス駅間を485系電車で運転する特急「ハウステンボス」運転開始。
  - 運転開始当初は時期によって3往復から11往復まで運転本数に差が見られた。また毎日運行の列車も含めて、全列車臨時列車として運行されていた。
  - 号数が80番台の列車を除き、博多駅 - 早岐駅間は「みどり」に併結して運転（一部の列車は博多駅 - 肥前山口駅間で「かもめ」とも併結）。
  - 車両は485系電車3両編成を用いたが、時期によって4両で運行する場合もあった。
  - なお、現在の全列車停車駅のうち、最初期に限り81号のみ有田駅を通過していた。
- 1993年（平成5年）
  - 3月18日：一部列車にグリーン車を設定。
  - この年に限り、81・82号は小倉駅発着で運行される場合があった。
- 1994年（平成6年）3月1日：編成を7 - 10号車の4両とする（ただし時期によっては3両で運転する場合もあった）。同時に外装を赤一色から、赤・青・黄・緑をブロックパターンに配色した塗装に変更（塗装変更目的は誤乗防止対策から。塗装のコンセプトは「おもちゃの列車」だった）。グリーン車の設定はなくなる。
- 1995年（平成7年）4月20日：このときのダイヤ改正により、全列車通年4両編成となる。
- 1996年（平成8年）
  - 3月16日：このときのダイヤ改正により8往復が定期列車となり、同時に臨時列車も含めてエル特急の種別が与えられる。
  - 4月29日：この年より、81・82号は有田陶器市期間中に限り、博多駅 - 早岐駅間で臨時特急の「有田陶器市81・82号」を併結した。

### 2000年代の動き
- 2000年（平成12年）
  - 3月11日：この時のダイヤ改正により、以下のように変更。
    1. 使用車両を783系に変更[6]。同時に全列車にグリーン車を設定（なお「ハウステンボス」から撤退した485系は3両編成に減車の上で「きりしま」「ひゅうが」に転用。後に「にちりん」でも運用された）。この時点では7号車A室がグリーン席、7号車B室・8号車が普通車座席指摘席、9・10号車が普通車自由席であった。
    2. 定期列車を4往復に削減。このほかに4 - 5往復の臨時列車を設定する。
    3. 81・82号の「有田陶器市号」併結は終了（「有田陶器市号」は「みどり」の臨時列車として運転されるようになる）。
- 2001年（平成13年）1月1日：この年から、ハウステンボスのカウントダウンイベント向けに元日の早朝に運転される列車を「ハウステンボスカウントダウン号」の列車名で運行する。
- 2003年（平成13年）3月15日：このときのダイヤ改正により臨時列車の81号を11号に変更し「みどり」に併結とする。また、このころから臨時列車のうち1往復がほぼ通年運行となり、平日は実質5往復の運行となる。
- 2005年（平成15年）3月1日：車内販売の営業を廃止（併結の「みどり」でも同様の処置が取られた）。
- 2007年（平成19年）3月18日：全車禁煙となる。また、9号車A室を指定席に変更。
- 2008年（平成20年）7月ごろ：エル特急の呼称を中止。

### 2010年代の動き
- 2011年（平成23年）
  - 3月12日：ダイヤ改正により以下のように変更。
    1. 本数を定期列車3往復、臨時扱いの毎日運転の列車を2往復、土曜・休日など運転の列車を3往復、ピーク期運転の列車を1往復とする。また最繁忙期運転の列車の号数を91・92号に変更の上、91・92号は単独運転とする。
    2. 「かもめ」との併結運転を終了。これにより号車番号を全列車1 - 4号車に変更。

  - 10月8日：この日からピーク期運転の列車を2往復とし、最大10往復の運転となる。
- 2015年（平成27年）3月14日：ダイヤ改正により、「みどり」に併結する列車は早岐駅 - ハウステンボス駅間がワンマン運転となる。
- 2017年（平成29年）3月18日：ハウステンボス開園25周年事業により、783系（ハウステンボス編成）リニューアル車営業運転開始。

### 2020年代の動き
- 2020年（令和2年）
  - 3月20日 - 6月18日：新型コロナウイルス感染症による利用客減少に伴い、この期間の「ハウステンボス」は全列車運休[7][8][9]。
  - 6月19日：毎日運転の5往復（定期4往復・臨時1往復）が運転再開。
  - 7月23日：臨時運転の3往復（臨時3往復）が運転再開するが、前述により通常の土日に運転しない代わりに、ゴールデンウィーク・お盆・年末年始期間は運転。
- 2021年（令和3年）
  - 3月13日：ダイヤ改正に伴い、毎日運転だが臨時列車扱いだった1往復（下り9号／上り20号）を定期列車に変更し、定期列車は5往復となる。
- 2022年（令和4年）
  - 9月23日：西九州新幹線の武雄温泉駅 - 長崎駅間開業に伴うダイヤ改正により、以下のように変更[1]。

  1. 運行本数は定期列車5往復・臨時列車2往復に変更（いずれも「みどり」に併結）。また、臨時列車のうち上り2本が武雄温泉駅で新幹線「かもめ」と対面接続を行うため、該当する列車は「ハウステンボス（リレーかもめ）」として運転。
  2. 従来「かもめ」と「みどり（・ハウステンボス）」それぞれについて下りは1号、上りは2号から符番していたのを、博多駅における発着順に「リレーかもめ」と「みどり（・ハウステンボス）」で通しの符番に変更。これに伴い「ハウステンボス」の号数にも変更が発生した。
- 2025年（令和7年）3月15日：ダイヤ改正に伴い、3号車B室を指定席に変更。